# فيروسات ربدية
الفيروسات الربدية أو فصيلة الأربوفيروسات رهابدوفيريدي (بالإنجليزية: Rhabdoviridae)‏ هي عائلة فيروسات من رتبة الفيروسات السلبية الأحادية و تصيب مجموعة واسعة من الأثوياء من مملكة الحيوان والنبات.
الفيروسات الربدية الحيوانية تصيب الحشرات ، الأسماك والثدييات بما في ذلك الاٍنسان.